# Ngựa Andalusia

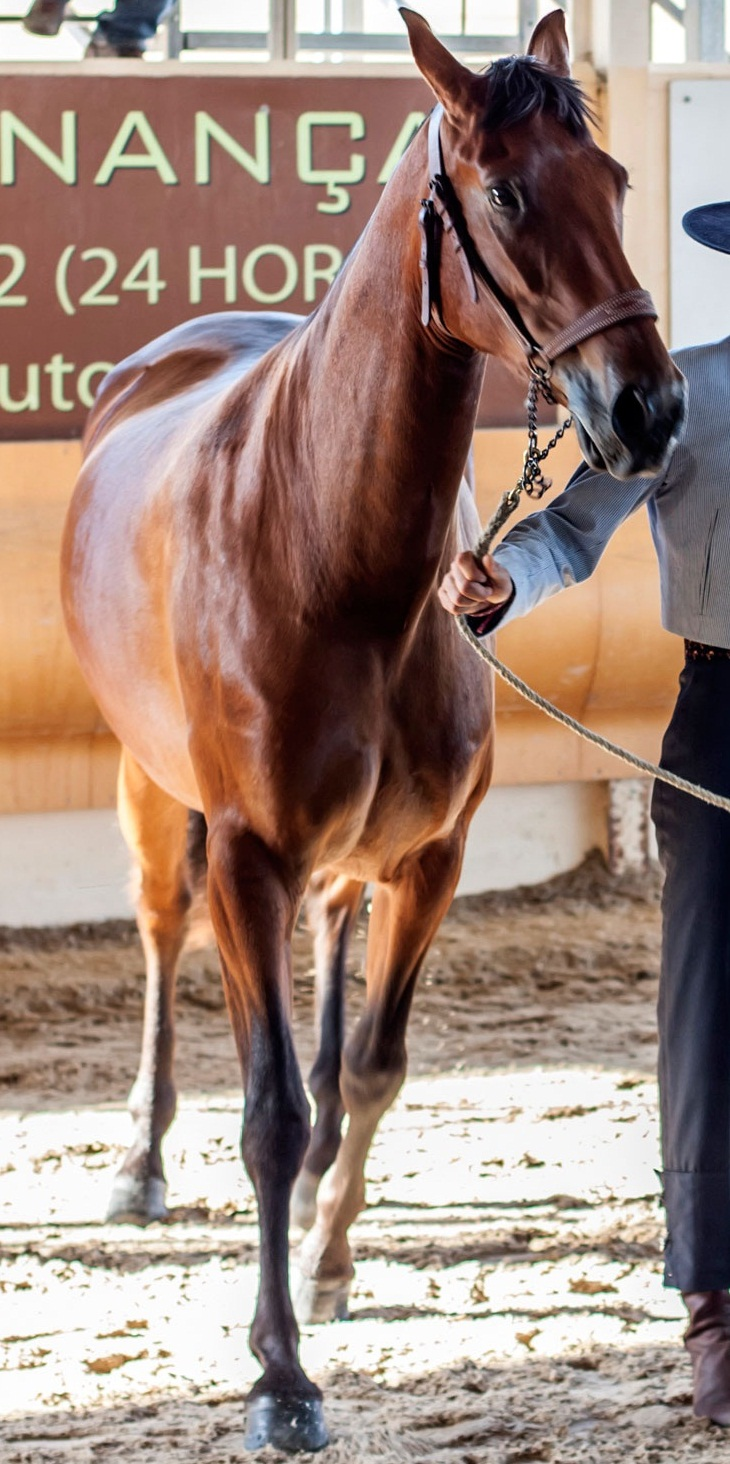
Một con ngựa Tây Ban Nha thuần chủng

Ngựa Andalucia hay còn được gọi là ngựa Tây Ban Nha thuần chủng hoặc PRE (Pura Raza Española) là một giống ngựa có nguồn gốc từ bán đảo Iberia, nơi tổ tiên của chúng đã sinh sống hàng ngàn năm trước đó. Những con ngựa Andalucia đã được công nhận là một giống riêng từ thế kỷ thứ XV, và cấu tạo cơ thể hình dáng của giống ngựa đã thay đổi hầu như rất ít trong nhiều thế kỷ. Trong suốt lịch sử của giống ngựa Andalucia, chúng đã được biết đến với sức mạnh mẽ như là một con ngựa chiến, và được giới quý tộc đánh giá cao. Giống ngựa này được sử dụng như một công cụ của chính sách ngoại giao của chính phủ Tây Ban Nha và các vua trên khắp châu Âu khi các hoàng gia thường tặng cho cho những con ngựa cưỡi có giá trị thuộc sở hữu của Tây Ban Nha. Trong thế kỷ XIX, trải qua chiến tranh, bệnh tật đã làm giảm đáng kể số lượng đàn và mặc dù có một số lượng cá thể được phục hồi vào cuối thế kỷ XIX thì xu hướng giảm tiếp tục vào đầu thế kỷ XX. Xuất khẩu dòng ngựa Andalusian từ Tây Ban Nha đã được hạn chế cho đến những năm 1960, nhưng giống này kể từ đó lan truyền khắp thế giới, mặc dù quần thể còn thấp. Trong năm 2010, đã có hơn 185.000 đầu ngựa trên toàn thế giới.

## Nguồn gốc

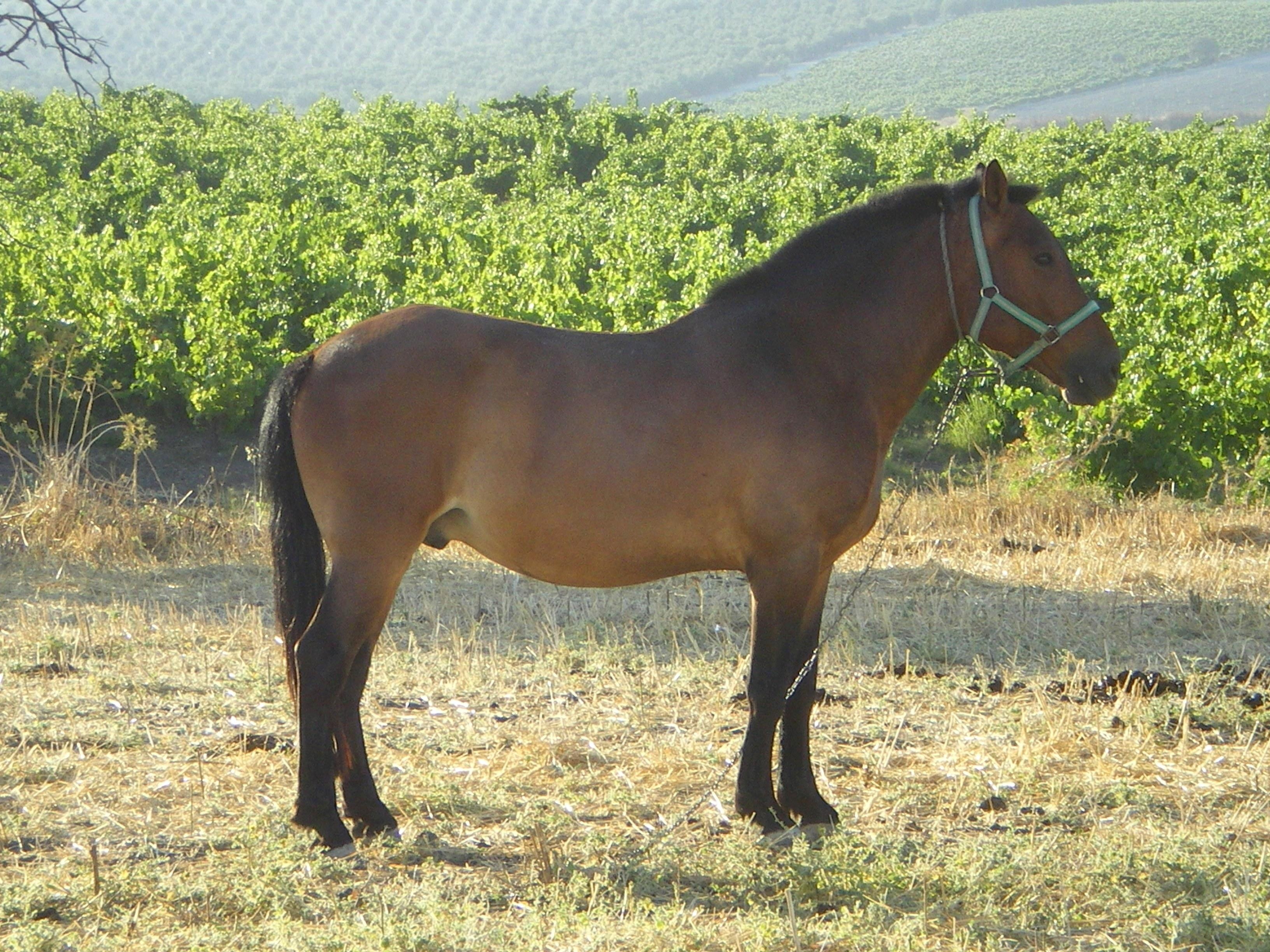
Hình dáng ban đầu

### Thời Phong kiến

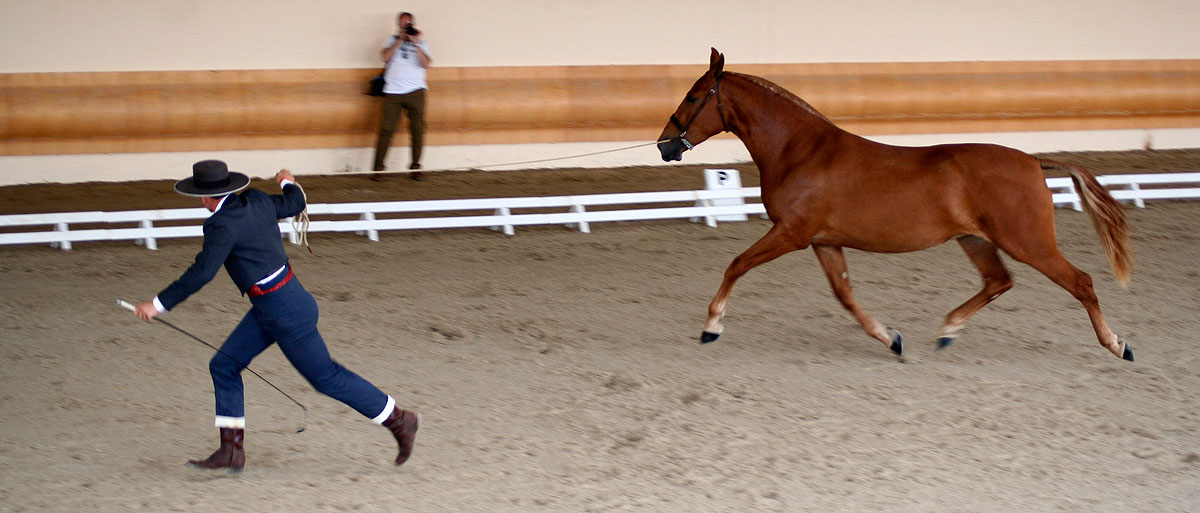

## Các dòng ngựa

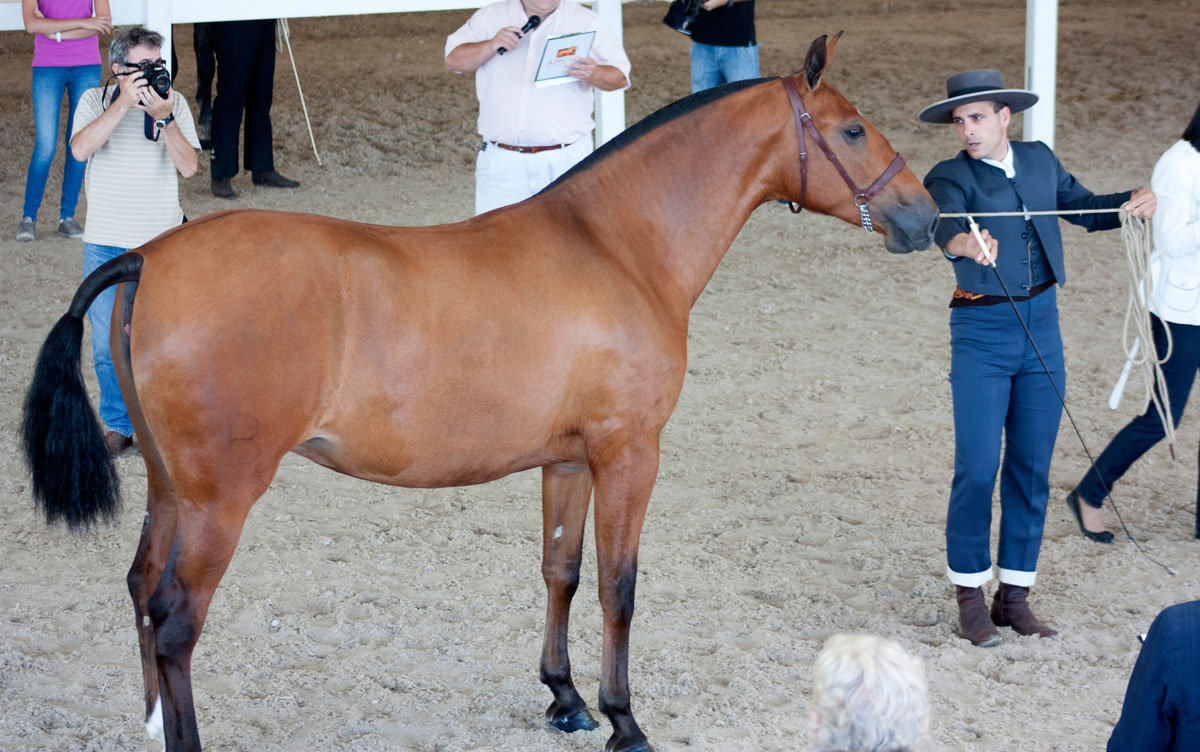